# Sông Orontes
Orontes (Ὀρόντης) hay Asi (tiếng Ả Rập: العاصي, ‘Āṣī; tiếng Thổ Nhĩ Kỳ: Asi)
là một con sông bắt nguồn từ Liban và chảy về phía bắc, qua Syria và Thổ Nhĩ Kỳ rồi đổ vào Địa Trung Hải.
Đây là một trong những con sông lớn ở vùng Levant. Tên hiện đại ‘Āṣī xuất phát từ tên cổ Axius. Cái tên này tình cờ lại mang nghĩa "nổi loạn" trong tiếng Ả Rập, dẫn đến quan niệm dân gian rằng nó có tên gọi như thế là do nó chảy về phía bắc chứ không về phía nam như các con sông khác.